# Szynych
Szynych – wieś w Polsce położona w województwie kujawsko-pomorskim, w powiecie grudziądzkim, w gminie Grudziądz.

## Podział administracyjny
W latach 1939–1945 położona była w okręgu Rzeszy Gdańsk-Prusy Zachodnie, w rejencji bydgoskiej (Regierungsbezirk Bromberg), w powiecie Chełmno (Kreis Kulm).
W latach 1975–1998 miejscowość administracyjnie należała do województwa toruńskiego.

## Demografia
Według Narodowego Spisu Powszechnego (III 2011 r.) wieś liczyła 358 mieszkańców. Jest czternastą co do wielkości miejscowością gminy Grudziądz.

## Historia
Najstarsze znane wzmianki o wsi pochodzą z około 1340 roku, gdy jest wzmiankowana jako własność mieszczan chełmińskich. Z roku 1364 pochodzi przywilej lokacyjny na prawie chełmińskim. Podczas wojny trzynastoletniej wieś i parafia doznały znacznych zniszczeń. Wtedy starostowie grudziądzcy zaczęli osiedlać w okolicy mennonitów. Pierwsza kaplica, drewniana powstała w XIV wieku, rozbudowana w roku 1550, a w roku 1634 rozbudowana do rozmiarów kościoła. Kościół został zniszczony w czasie potopu szwedzkiego. Przy parafii, jeszcze przed rokiem 1655 działała szkoła (zniszczona w czasie potopu szwedzkiego, następnie odbudowana).
W czasie II wojny światowej miejscowość miała posiadać status wieś. W latach 1939 - 1942 nazywała się Schöneich, lecz po przeprowadzonej zamianie nazw miejscowości w Okręgu Rzeszy Gdańsk-Prusy Zachodnie, w latach 1942 - 1945 nazywała się Schöneich (Weichsel).

## Zabytki
Zabytkowy barokowy kościół rzymskokatolicki pw. św. Mikołaja. W 1742 r. wymurowany, w miejsce wcześniejszego drewnianego. Wewnątrz jednolity wystrój barokowy. Obok murowana plebania z około 1900 r. Budowa kościoła była sponsorowana przez biskupa Andrzeja Załuskiego oraz chełmińskich radnych. Wyposażenie nowej świątyni ufundował Jan Cieliczkowski, będący dziekanem grudziądzkim oraz proboszczem w Szynychu.
W roku 1945, od stycznia do kwietnia, w kościele stacjonowali żołnierze Armii Czerwonej, którzy spalili drewniane wyposażenie oraz księgi, a w kościele urządzili stajnię. Remont kościoła rozpoczęto w maju 1945 i już w roku 1946 kościół służył wiernym.